# Hans Dirk de Vries Reilingh
Hans Dirk de Vries Reilingh (Groningen, 22 augustus 1908 – Naarden, 18 april 2001) was een Nederlandse geograaf en hoogleraar.

## Levensloop
Hans Dirk de Vries Reilingh, kortweg Reilingh, was afkomstig uit een Gronings artsengeslacht. Zijn vader en zijn grootvader waren gepromoveerde medici. Na het overlijden van zijn vader verhuisde Reilingh naar Den Haag. Hij deed daar eindexamen HBS-b. Daarna schreef hij zich in bij de studierichting sociale geografie aan de Universiteit van Amsterdam. In 1932 behaalde hij het doctoraal examen. Zijn vriend Hendrik van der Wielen (in 1930 bij Sebald Rudolf Steinmetz gepromoveerd) vroeg hem cursussen te gaan geven op Allardsoog, de eerste Volkshogeschool van Nederland.
In 1938 verhuisde Reilingh naar Markelo, waar hij de volkshogeschool Diependaal oprichtte. Tijdens de Tweede Wereldoorlog moest het werk aan de volkshogeschool worden stilgelegd. Reilingh werkte in de oorlogsjaren als leraar in Almelo en als onderzoeker bij het ISONEVO in Twente. In die periode kwam ook zijn proefschrift gereed. Hij promoveerde op 11 november 1945 cum laude bij Steinmetz.
Na de Tweede Wereldoorlog werkte Reilingh enige tijd bij het Ministerie van Onderwijs, Kunsten en Wetenschappen. In 1947 richtte hij de volkshogeschool te Eerbeek op.
In 1949 overleed Henri Nicolaas ter Veen. Reilingh werd zijn opvolger met dezelfde leeropdracht: Sociale aardrijkskunde en landbeschrijving. Hij ging in 1971 met emeritaat.

## De Volkshogeschool
In de Voorrede van zijn proefschrift ‘De Volkshoogeschool’ schrijft Reilingh dat zijn studie tot stand kwam op aandringen van zijn leermeester Steinmetz. Steinmetz had veel sympathie voor de ideeën die ten grondslag lagen aan het volkshogeschoolwerk.
Na een korte inleiding waarin de doelstelling en methode van de volkshogeschool als een instrument voor volksontwikkeling wordt geschetst, volgen zeven hoofdstukken over de ontwikkeling van de volkshogescholen in Scandinavië, Duitsland, Zwitserland en Nederland. De ontwikkeling in Denemarken krijgt de meeste aandacht omdat dit land de bakermat van de volkshogeschool was door het werk van Nikolaj Frederik Severin Grundtvig en Christen Mikkelsen Kold.
In het tweede deel van het proefschrift worden de verschillende doelstellingen, systemen en methoden van het volkshogeschoolwerk met elkaar vergeleken.

## Sociografie en sociale geografie
De opvattingen van Reilingh over sociografie en sociale geografie weken af van die van zijn voorganger Ter Veen. Bij Ter Veen had de sociografie zich steeds meer ontwikkeld tot een vorm van toegepaste sociologie, maar Reilingh wenste de sociale verschijnselen nadrukkelijk in de ruimtelijke context te bestuderen. In zijn ogen moest de sociografie geografisch blijven. Zie ook Sociale geografie UvA 1950- 1970.
Niet alleen ten opzichte van de sterk in opkomst zijnde sociologie moest Relingh zijn positie bepalen. In zijn ogen was de sociale geografie zoals die in Utrecht en Groningen werd beoefend te geconcentreerd op de economische aspecten van het bestaan. De grote aandacht voor het menselijk welvaartsstreven van de Groningse sociaal geograaf Hendrik Jacob Keuning leidde volgens Reilingh tot geografisch materialisme, waardoor geestelijke en culturele factoren onderbelicht dreigden te worden.
Doordat culturele en politieke aspecten bij het bestuderen van de relatie tussen de mens en de omringende ruimte meer aandacht kregen, werd de betekenis van het fysisch milieu geringer. Voor Reilingh stond de sociale ruimte centraal, anders gezegd het territoriaal samenlevingsverband. Reilingh legde dus andere accenten bij de beoefening van de sociale geografie en mede daardoor konden de politieke en culturele vormen van geografiebeoefening aan de Universiteit van Amsterdam tot ontwikkeling komen.

## De binnenstad van Amsterdam
Tot zijn benoeming tot hoogleraar in 1949 was Reilingh sterk gericht geweest op de analyse van plattelandsvraagstukken. Hij publiceerde onder andere in 1949 een tweetal plattelandsmonografieën over Weerselo en Markelo. In de jaren vijftig bleef hij met regelmaat publiceren over vraagstukken met een ruraal karakter zoals het onderzoek naar de regionale culturele situatie in Noord-Holland (1956).
Vanuit zijn wetenschappelijke staf werd echter aangedrongen op het doen van onderzoek in stedelijke gebieden, meer in het bijzonder naar de problemen van wijken, buurten en binnensteden. De naoorlogse woningnood was voor Reilingh en zijn staf (de Sociografische Werkgemeenschap) een prikkel om de daarmee samenhangende problemen in wijken en buurten te gaan onderzoeken. Men startte met veldonderzoeken naar de levensomstandigheden in een aantal buurten in de wijk Bos en Lommer.
Het Amsterdamse stadsbestuur worstelde in het begin van de jaren zestig met de problemen van verval en functieverlies in de binnenstad. Er werd een gemeentelijke commissie ingesteld en wethouder Joop den Uyl nodigde Reilingh uit te participeren. Dat was het begin van een omvangrijk onderzoeksproject onder leiding van Reilingh, Willem Heinemeyer en Michel van Hulten. Van het onderzoek naar onder andere grondprijzen, imago, bereikbaarheid, attractiviteit en monumenten werd verslag gedaan in ‘Het Centrum van Amsterdam, een sociografische studie’ (1968). Tijdens dit onderzoek werden veel nationale en internationale contacten gelegd. De betrokken experts werden in 1966 tijdens een studieweek ‘Urban Core and Inner City’ bij elkaar gebracht. De daar gevoerde discussies waren van grote betekenis voor de ontwikkeling van de (Amsterdamse) stadsgeografie.

## Terrareeks
Reilingh was ook actief bij de publicatie van geografische boeken voor een breed publiek. Hij verzorgde drie delen van de Terrareeks, die door zijn voorganger Ter Veen was opgezet. Hij schreef het deel over Denemarken, over België (samen met M. Van Haegendoren) en over Oostenrijk (samen met J. Wartha).

## Redactionele activiteiten
Reilingh redigeerde zelf het tijdschrift Het Gemenebest en hij was medeoprichter van het Belgisch-Nederlandse tijdschrift Volksopvoeding. In de jaren vijftig was hij lid van de redactie van Folia Civitatis. Hij was lid en later voorzitter van de redactie van het Tijdschrift Aardrijkskundig Genootschap. Hij was ook vicevoorzitter van de redactie van het Geografisch Tijdschrift.

## Publicaties, een selectie
- De Volkshoogeschool, Een sociografische studie van haar ontwikkelingsgang in verschillende landen en haar mogelijke beteekenis voor de Nederlandsche volksgemeenschap, J.B. Wolters, Groningen-Batavia, 1945
- Denemarken, Oase in Europa, Terra-reeks, nr. 4, Boom, Meppel, 1948
- Weerseloo, Sociografieën van Plattelandsgemeenten, ’s Gravenhage, 1949
- Markelo, Sociografieën van Plattelandsgemeenten, ’s Gravenhage, 1949
- De volksopvoeding als vormende kracht in het sociale leven, Oratie Universiteit van Amsterdam, Groningen, 1950
- België. Lotgenoot in de Lage Landen, Terra-reeks, nr. 12, Boom, Meppel, 1953 (met M. Van Haegendoren)
- Sociale aspecten der vrijetijdsbesteding, in: Volksopvoeding, 1954, pp. 2-17
- Onderzoek naar de regionale culturele situatie in de provincie Noordholland, Mededeling Prins Bernard Fonds, nr. 13, 1956
- Oostenrijk, Het gekortwiekte adelaarsjong, Terra-reeks, nr. 19, Boom, Meppel, 1957 (met F. Wartha)
- Kommt die deutsche Geopolitik wieder hoch? Tijdschrift Aardrijkskundig Genootschap, 1957, pp. 485-489
- Het regionale element in het sociaal onderzoek, in: Sociaal-Wetenschappelijke Verkenningen, Assen, 1957, pp. 158-176
- Stad en staat Rio de Janeiro als ontwikkelingsgebied, Tijdschrift Aardrijkskundig Genootschap, 1957, pp. 137-159
- De sociale aardrijkskunde als geesteswetenschap, in: Tijdschrift Aardrijkskundig Genootschap, 1961, pp. 112-122
- The tension between form and function in the inner city of Amsterdam, Proceedings Urban Core and Inner City, 1967, pp. 309-323
- Het monumentkarakter van onze binnenstad, in: W.F. Heinemeyer, M. Van Hulten en H.D. de Vries Reilingh, Het Centrum van Amsterdam, een sociografische studie’, Amsterdam, 1968, pp. 171–208
- Na een herleving der politieke geografie, Geografisch Tijdschrift, Deel III, nr. 2, 1969, pp. 104–110